# Alfons III. Veliký
Alfonso III. (848 - 20. prosinec 910), zvaný Veliký (el Magno), byl král Asturie od roku 866 až do své smrti. Byl synem a nástupcem Ordoña I. Asturského. Z pozdějších zdrojů je jako první označován císařem Španělska. Taky byl titulován princem celé Galicie. (Princeps totius Galletiae).

## Život
Alfonsova vláda byla významná kvůli konsolidaci království během období slabosti Umayovského chalífátu. Bojoval proti Maurům, nad nimiž získal mnohá vítězství.
Během prvního roku své vlády se musel vypořádat s usurpátorem Fruelou Galicijským. Byl donucen před ním uprchnout do kastilského hrabství, ale po několika měsících byl Fruela zavražděn a Alfonso se mohl vrátit do Ovieda.
V roce 867 porazil rebelii v Baskicku a později i v Galicii. Dobyl Porto (868) a Coimbru (878). V roce 869 sjednal alianci s Pamplonským královstvím, které stvrdil sňatkem s Jimenou, pravděpodobnou dcerou krále Garcíi Íñigueze Pamplonského, nebo méně pravděpodobně členkou dynastie Jiménez, a provdáním své sestry Leodegundie za pamplonského prince.

### Reconquista
Podle Albédské kroniky v následujícím roce (867) Alfonso musel potlačit povstání v Álavě ve východní části království. Podle Sampirovy kroniky byla revolta vedena hrabětem Eylem. Sampiro událost popisuje následovně:
| „ | Posel dorazil z Alávy , oznamujíc, že jejich srdce se obrátila proti králi. Slyšev to, rozhodl se vládce vpochodovat tam. Vedeni strachem z jeho příjezdu rychle uznaly své povinnosti a poklonili se před ním slibše, že zůstanou věrní království a jeho autoritě a budou činit tak, jak jim poručí. Takto poddal své moci Alavu nacházející se před ním a Eylo, který se představil jako jeho hrabě, ho dovedl do Ovieda obtěžkaného mnohým železem. | “ |

Jeho otec Ordoño začal znovuosidlovat hraniční oblasti a Alfonso v této činnosti pokračoval. Jeho první úspěch se udál v Portugalsku, kde Alfonsovo vojsko uspělo v ustálení jihozápadní hranice na řece Mondego. Hrabě Vimara Peres v roce 868 dobyl Porto a znovuosídlil okolí. V roce 878 Alfonsova armáda vedená hrabětem Hermenegildem Gutiérrezem čelila silám muslimů vedených Cordobským emírem Mohammedem I., který napadl Porto. Poté co byli emírovy síly poraženy a vyhnáno muslimské obyvatelstvo Coimbry a Oporta, Gutiérrezovy jednotky okupovali a osídlili další města jako Braga, Viseo a Lamego lidmi z Galicie. Coimbra, Lamego a Viseo byly znovu dobyty v roce 987 Almanzorem a v maurských rukou zůstaly až do roku 1064, kdy definitivně dobyty králem Ferdinandem I. Leónským.
Alfonso III. musel čelit ofenzívě Umayovského prince al-Mundira, syna Mohammeda I. Boje se táhly téměř nepřetržitě mezi lety 875 a 883. První nájezdy mířily na León a El Bierzo, ale selhaly. Křesťanská protiofenzíva pak vedla k dobytí měst Deza a Atienza.
V roce 878, Al-Mundir vedl své armáda zpět k Leónu a Astorge, zatímco Salid ben Ganim dosáhl Órbiga. Alfonso doufal v odvrácení spojení obou armád, a tak vytáhl proti druhé zmiňované , kterou porazil v bitvě u Polvoraia na soutoku řek Órbiga a Esly. Al-Mundir se pak stáhl, ale Alfonso III. ho dostihl v údolí Valdemora, kde ho porazil. Mohamed byl přinucen zaplatil výkupné a podepsat tříleté příměří, což bylo poprvé v historii, kdy o něj Maurové z Cordoby požádali.
Oba králové příměří brali jako pauzu pro přípravu na další boje. Mohammed shromáždil flotilu k útoku na Galicii, ale ta byla zničena bouří. Alfonso a Ibn Marwan prošli údolím Tagus a porazili Cordovanovu armádu na hoře Oxifer vedle řeky Guadiana.
V roce 882 Mohammed jako pomstu napadl království Zaragoza, kam Alfonso poslal svého syna Ordoña, aby se vzdělával u Bani Qasiho. Postupoval po staré římské cestě k Leonu, kde proběhla výměna vězňů a Cordovan se následně stáhl. To se opakovalo i v roce 883 se stejným výsledkem. V roce 884 Mohammed I. a Alfonoso III. podepsali mírovou smlouvu z důvodu vnitřních problémů v obou zemích. Alfonso čelil povstání svých bratrů Fruela, Odoaria a Bermuda, kteří byli podporování několika hrabaty. Byli však rychle poraženi a popraveni. V roce 901 se umajovský rebel Ibn al-Qitt prohlásil Mahdím, vyhlásil svatou válku a napadl Zamoru, přestavěnou a znovuosídlenou mozarabským Toledem. Mesianický vůdce, opuštěn svými přívrženci, byl poražen a zabit v bitvě v den známý jako Den Zamory. V těchto letech Cordobský emirát, oslabený vnitřními nepokoji, přestal ohrožovat Asturské království. Alfonso se poté obrátil proti svým dřívějším spojencům v Méridě a údolí Ebro. Spojil se s hrabětem Pallarsem a zinicioval převrat, který svrhl Banu Qasiho a ustanovil Navařana Sancha Garcése I. na pamplonský trůn.
Nařídil sepsání tří kronik, které měly podpořit teorii, že Asturie byla právoplatným nástupcem Vizigotského království. Alfonso byl taky patronem umění jako jeho děd před ním. Posatvil kostel Santo Adriano de Tuñón. Podle dopisu diskutabilní věrohodnosti datovaného k roku 906, zvaný Epistola Adefonsi Hispaniae regis, Alfonso odkoupil imperiální korunu z katedrály v Tours.
V roce 909 Alfonso přemístil své sídlo do Ovieda. Podle Sampira jeho synové (García, Ordoño, Gonzalo, Fruela a Ramiro) proti němu intrikovali pod vlivem Garcíova tchána. Alfonso Garcíu uvěznil, ale konspirátoři byli schopni ho osvobodit a on tak mohl uprchnout do Boiges. Nicméně Alfonso později přimněl Ordoňa připojit se k němu v tažením proti Maurům. Alfonso zemřel v Zamoře přirozenou smrtí v roce 910 po 44 letech vlády. Ibn Hayyan rovněž mluvil o povstání a Alfonsově uvěznění. Po jeho smrti království bylo rozděleno mezi jeho syny. Nejstarší syn García obdržel León, druhy syn Ordoño Galicii a Fruela dostal Asturii s Oviedem. Království byly opět sjednoceny pod Fruelou, když jeho bratři zemřeli. Ale po jeho smrti o rok později začaly vnitřní nepokoje, které oslabily království na více než století.

## Kultura
1. Svolal oviedský koncil v roce 893.
2. Nařídil vztyčení Vítězného kříže, který se nachází na současné vlajce Asturie jako symbol vévodství. Kříž byl vytvořen kováři z Franského království.
3. Objev hrobky sv. Jakuba učinilo z Compostely druhé apoštolské sídlo po Římu s autoritou nad kleriky z ostatních diecéz. Santiago se stalo místem poutí.
4. S respektem k asturskému umění jeho vláda uviděla poslední fázi asturského prerománské architektury, jako San Salvador de Valdediós, Santo Adriano de Tuñón a basilika Santiago de Compostela.
5. Objednal sepsání tří kronik, ve kterých přetváří historii a děla z Asturského království nástupce Vizigótského království:

- Albeldenská kronika (881).
- Prorocká Kronika (883).
- Kronika vizigótských králů nebo kronika Alfonsa III. (911).